# Grupo de Acción Financiera de Latinoamérica
El Grupo de Acción Financiera de Latinoamérica (GAFILAT) es una organización intergubernamental de base regional que agrupa a 18 países de América del Sur, Centroamérica y América del Norte.
Se creó formalmente el 8 de diciembre de 2000 en Cartagena de Indias, Colombia, mediante la firma del Memorando de Entendimiento constitutivo del grupo, por los representantes de los gobiernos de Argentina, Bolivia, Brasil, Chile, Colombia, Ecuador, Paraguay, Perú y Uruguay. 
Posteriormente se incorporaron como miembros plenos México (2006), Costa Rica, Panamá (2010), Cuba (2012), Guatemala, Honduras y Nicaragua (2013), República Dominicana (2016) y El Salvador (2021).
El GAFILAT es uno de los grupos regionales del Grupo de Acción Financiera Internacional (GAFI/FATF ) por tanto, adhiere sus 40 Recomendaciones y, además, apoya a sus miembros a implementarlas, a través de medidas de capacitación y evaluaciones mutuas.
Fue creado para prevenir y combatir el lavado de activos, el financiamiento del terrorismo y el financiamiento de la proliferación de armas de destrucción masiva, a través del compromiso de mejora continua de las políticas nacionales contra estos flagelos y la profundización en los distintos mecanismos de cooperación entre los países miembros.

## Visión, Valores y Misión
VISIÓN
Ser un organismo regional técnico con reconocimiento e incidencia en la red global ALA/CFT, que de manera proactiva logre que sus miembros alcancen altos niveles de efectividad de los sistemas para combatir conjuntamente el lavado de activos, el financiamiento del terrorismo y la proliferación de armas de destrucción masiva.
VALORES
Integridad y Transparencia. Liderazgo. Compromiso. Cooperación. Responsabilidad e Inclusión. Capacidad. Eficiencia y eficacia. Profesionalismo técnico.
MISIÓN
Promover la implementación y el fortalecimiento de sistemas efectivos de prevención, detección y represión del lavado de activos, del financiamiento del terrorismo y de la proliferación de armas de destrucción masiva, para contribuir al crecimiento regional, la transparencia y protección de la integridad socioeconómica de los países miembros del GAFILAT, bajo un proceso de mejora continua.

## Organigrama
Presidencia: Carla Mera Proaño, directora de la Unidad de Análisis Financiero y Económico (UAFE) de Ecuador.
Vicepresidencia: Jorge Chediak, secretario nacional de la Secretaría Nacional para la Lucha contra el Lavado de Activos y Financiamiento del Terrorismo (SENACLAFT) de Uruguay.
Secretario ejecutivo: Esteban Fullin.
Secretario ejecutivo adjunto: Juan Cruz Ponce.
Secretario ejecutivo adjunto: Gustavo Elhim Vega.

## Grupos de Trabajo
Para el desarrollo de los diversos trabajos y proyectos del GAFILAT se han conformado Grupos de Trabajo, los cuales están integrados por representantes de los países miembros y apoyados por la Secretaría Ejecutiva. Los grupos se encargan de generar los insumos fundamentales para la elaboración y el cumplimiento de los objetivos trazados en los programas de acción anuales. Su accionar está sometido a la aprobación del Pleno de Representantes. Estos son:
1.-GTAO: Grupo de Trabajo de Apoyo Operativo.
Coordinadores: Román Chavarría Campos (Costa Rica) y Marcelo Contreras (Chile).
Tiene a su cargo generar mecanismos que mejoren la cooperación interinstitucional entre las autoridades del sistema Antilavado de Activos y Contra el Financiamiento del Terrorismo (ALA/CFT) de los distintos países miembros. Sus responsabilidades son:
- Personas Expuestas Políticamente (PEP).
- Control de Transporte Transfronterizo de Dinero y Títulos Valor.
- Desarrollo de trabajos de tipologías.
- Red de puntos de contactos para la Recuperación de Activos del GAFILAT(RRAG).
- Intercambio de información entre pares, para organismos supervisores de Instituciones Financieras.
- Seguimiento a la firma del MDE de las UIF y Supervisores del GAFILAT.
- Guías para la Cooperación Legal Internacional.
- Otras actividades operativas que se consideren.

2.-RRAG: Red de Recuperación de Activos del GAFILAT.
Coordinación: Adriana Jiménez (Costa Rica) y Valeria Calaza (Argentina).
La RRAG tiene el estatus de subgrupo del GTAO, con sus características y funciones particulares.
En lo que respecta a sus características, la RRAG puede ser definida como una red de contactos de los países miembro del GAFILAT y otros actores clave que tiene por objetivo el de intercambiar información y facilitar la identificación y localización de activos, productos o instrumentos del delito, con el objetivo de lograr su recuperación.
Corresponde al GTAO dar seguimiento a la red y coordinar su relacionamiento con el Pleno de Representantes.
Dentro de los objetivos y compromisos de la RRAG se encuentra también el de consolidarse como un centro de experiencia en todos los aspectos para promover el intercambio de información, facilitar asistencia legal mutua, compartir las buenas prácticas, conocimiento y experiencias con las autoridades nacionales competentes en materia de identificación y recuperación de activos vinculados a hechos ilícitos.
La RRAG integra también la categoría de las denominadas Redes Informales de Recuperación de Activos (ARINs, por sus siglas en inglés), con las cuales coopera e intercambia información.

3.-GTAR: Grupo de Trabajo de Análisis de Riesgo.
Coordinadores: Amanda Miranda Mijangos (Guatemala) y Franklin Boccia (Paraguay).
El Grupo de Trabajo de Análisis de Riesgo, desarrolla los siguientes temas cuyos resultados son presentados al Pleno de Representantes para su aprobación:
- Alcance y cumplimiento de la Recomendación 1:

1. Identificación y evaluación de los riesgos asociados al LA/FT/FP
2. Implementación del enfoque basado en riesgos (EBR)
3. Aplicación transversal de la Recomendación 1

- Identificación de amenazas y vulnerabilidades regionales y subregionales.

- Tratamiento de los riesgos de LA/FT/FP a nivel sectorial en la región.

- Abordaje de los riesgos asociados al uso de nuevas tecnologías.

- Fortalecimiento en la implementación de medidas preventivas.

- Supervisión con enfoque basado en riesgos.

- Sensibilización sobre la importancia de guardar balance entre las políticas de inclusión financiera y las políticas ALA/CFT/CFP.

- Factores contextuales de los países.

Los países miembros participantes del GTAR pueden requerir el abordaje de cualquier otro tema de interés vinculado a los riesgos asociados al LA/FT/FP.  

GTCD: Grupo de Trabajo de Capacitación y Desarrollo.
Coordinadores: Jorge Yumi (Perú) y Diego Gamba (Argentina). 
Está encargado de 4 grandes puntos:
- Capacitación: realizar diagnósticos de necesidades en materia de capacitación y asistencia técnica, planificar las actividades anuales de capacitación y realizar una evaluación periódica de las mismas.
- Proyectos Específicos: Proponer al Pleno la realización de proyectos de estudio, análisis y desarrollo institucional en función de las necesidades identificadas con base a los resultados de las evaluaciones mutuas y de los diagnósticos de necesidades de capacitación y asistencia técnica.
- Sistema de Información: mantener un sistema de información permanente del GAFILAT, que se compondrá de la biblioteca de normas, boletín informativo, estadísticas LA/FT, actualización de la página web, jurisprudencia, vínculos con IMOLÍN, y otros mecanismos que se propongan.
- Presupuesto para capacitación: Establecer los requerimientos presupuestales necesarios para cada proyecto y actividad de capacitación y asistencia técnica y estudiar las posibilidades de obtención de financiamiento externo para los mismos.

GTEM: Grupo de Trabajo de Evaluaciones Mutuas.
Coordinadores: Marconi Costa Melo (Brasil) y Juan Carlos Monroy Véliz (Guatemala).
Le compete el análisis del proceso y la metodología de evaluación. Es el encargado de preparar el Informe de EM para su aprobación por el Pleno de Representantes, así como la elaboración de los informes de avance realizados en el marco de los procesos de seguimiento. Sus objetivos son:
- Proponer actualizaciones a la metodología de evaluación, a su procedimiento y calendario.
- Revisar la calidad y consistencia de los informes de Evaluaciones Mutuas del GAFILAT.
- Revisar la calidad y consistencia de los informes de seguimiento.
- Proponer la aplicación del régimen sancionatorio vinculado a los procesos de seguimiento.
- Fomentar la capacitación de evaluadores en la región manteniendo los estándares internacionales en materia de entrenamiento en evaluaciones mutuas.
- Revisar otros adelantos o nuevas políticas implementadas por los miembros, cuando se considere pertinente.

GTFT: Grupo de Trabajo de Financiamiento del Terrorismo.
Coordinadores: Javier Alberto Gutiérrez López (Colombia) y María Elisa Holguín (República Dominicana).
Comprendiendo las tendencias y desarrollos en materia FT, este grupo tiene como objetivo analizar y planear actividades y medidas encaminadas a la prevención de estos fenómenos:
- Desarrollar y generar estudios sobre la normativa aplicable al terrorismo y FT de la región, así como identificar las medidas y acciones que deberían ser implementados por los países miembros del organismo en la materia.
- Proponer actividades de capacitación y asistencia técnica en materia de prevención y combate FT y otros temas relevantes vinculadas al mismo, a efecto de lograr la especialización en los países miembros del GAFILAT en esta materia.
- Fomentar el cumplimiento de las Recomendaciones 5 y 6, en los países miembros del GAFILAT a través de un procedimiento específico, así como de otras que impacten directamente los resultados inmediatos 9 y 10 de la Metodología de Evaluación del GAFI.
- Estudiar la viabilidad de generar o crear mecanismos de intercambio de información entre los países miembros del GAFILAT, así como sistemas de monitoreo de información que permitan identificar indicadores de riesgo en la materia y, en su caso, apoyarlos en su implementación.
- Sentar las bases para la identificación del posible uso de plataformas y redes sociales que permitan identificar riesgos en materia de FT en la región.
- Desarrollar y generar estudios para establecer mecanismos de detección de viajeros de alto riesgo en la región que comprende al GAFILAT.
- Todas aquellas acciones que el Pleno del GAFILAT determine.

## Línea de Tiempo
| Año  | País                             | Actividades |
| ---- | -------------------------------- | --- |
| 2000 | Colombia                         | Primer Pleno Cartagena, Colombia junto con la firma del MOU - I Plenario |
| 2001 | Presidencia Colombia             | II PLENO Montevideo, Uruguay · III PLENO EXTRAORDINARIO Santa Fe de Bogotá, Colombia (Designación SE) · IV PLENO Santiago de Chile, Chile                                                           |
| 2002 | Presidencia Chile                | · V PLENO Buenos Aires, Argentina · VI PLENO Montevideo, Uruguay |
| 2003 | Presidencia Uruguay              | · VII PLENO Buenos Aires, Argentina · VIII PLENO Buenos Aires, Argentina |
| 2004 | Presidencia Argentina            | · IX PLENO Buenos Aires, Argentina · X PLENO Lima, Perú |
| 2005 | Presidencia Perú                 | · XI PLENO Buenos Aires, Argentina · XII PLENO Buenos Aires, Argentina |
| 2006 | Presidencia Brasil               | · XIII PLENO Brasilia, Brasil · XIV PLENO Buenos Aires, Argentina |
| 2007 | Presidencia Ecuador              | · XV PLENO Quito, Ecuador · XVI PLENO Buenos Aires, Argentina |
| 2008 | Presidencia México               | · XVII PLENO Huatulco, Oaxaca, México · XVIII PLENO Buenos Aires, Argentina |
| 2009 | Presidencia Argentina            | · XIX PLENO Montevideo, Uruguay · XX PLENO Buenos Aires, Argentina |
| 2010 | Presidencia Perú                 | · XXI PLENO Lima, Perú · XXII PLENO Buenos Aires, Argentina |
| 2011 | Presidencia Paraguay             | · PLENO CONJUNTO GAFI-GAFISUD Ciudad de México, México · XXIV PLENO Asunción, Paraguay |
| 2012 | Presidencia Chile                | · XXV PLENO Santiago de Chile, Chile · XXVI PLENO Buenos Aires, Argentina |
| 2013 | Presidencia Uruguay              | · XXVII PLENO Buenos Aires, Argentina · XXVIII PLENO Montevideo, Uruguay |
| 2014 | Presidencia Colombia             | · XXIX PLENO Cartagena de Indias, Colombia · XXX PLENO Antigua, Guatemala |
| 2015 | Presidencia México               | · XXXI PLENO San José, Costa Rica · XXXII PLENO Mérida, México |
| 2016 | Presidencia Bolivia              | · XXXIII PLENO Buenos Aires, Argentina · XXXIV PLENO Santa Cruz de la Sierra, Bolivia |
| 2017 | Presidencia Argentina            | · XXXV PLENO Buenos Aires, Argentina · PLENO CONJUNTO GAFI-GAFILAT Buenos Aires, Argentina · XXXVI PLENO Puerto Vallarta, México                                                                    |
| 2018 | Presidencia Panamá               | XXXVII PLENO Ciudad de Panamá, Panamá · XXXVIII PLENO Quito, Ecuador |
| 2019 | Presidencia Perú                 | XXXIX PLENO Asunción, Paraguay · XL PLENO Arequipa, Perú |
| 2020 | Presidencia República Dominicana | XLI Reunión del Pleno de Representantes, I Pleno Virtual XLII Reunión del Pleno de Representantes, II Pleno Virtual                                                                                 |
| 2021 | Presidencia Brasil               | XLIII Reunión de los Grupos de Trabajo y del Pleno de Representantes, Ciudad de México, MéxicoXLIV Reunión de los Grupos de Trabajo y del Pleno de Representantes, Punta Cana, República Dominicana |
| 2022 |                                  | XLV Reunión de los Grupos de Trabajo y del Pleno de Representantes, Quito, EcuadorXVVI Reunión de los Grupos de Trabajo y del Pleno de Representantes, Buenos Aires, Argentina                      |

## Países Miembros
- Argentina
- Bolivia
- Brasil
- Chile
- Colombia
- Costa Rica
- Cuba
- Ecuador
- El Salvador
- Guatemala
- Honduras
- México
- Nicaragua
- Panamá
- Paraguay
- Perú
- República Dominicana
- Uruguay

## Observadores
Tienen esta condición aquellos Estados y organizaciones que hayan expresado su apoyo a los objetivos del GAFILAT y hayan sido admitidos como tales por el Pleno de Representantes.
Países observadores
- Alemania
- Canadá
- España
- Estados Unidos
- Francia
- Italia
- Portugal
- Reino Unido

Organizaciones observadoras
- Alianza para la Inclusión Financiera (AFI)
- Banco Centroamericano de Integración Económica (BCIE)
- Banco Interamericano de Desarrollo (BID)
- Banco Mundial
- Comisión Europea (CE)
- Comité Interamericano contra el Terrorismo (CICTE)
- Departamento contra la Delincuencia Organizada Transnacional (DDOT)
- Fondo Monetario Internacional (FMI)
- Interpol
- Organización de las Naciones Unidas, representada por la Oficina contra la Droga y el Delito (UNODC) y por el Secretariado del Comité contra el Terrorismo del Consejo de Seguridad

También asisten a sus reuniones, como observadores, el GAFI, el Grupo Egmont, el Grupo Asia Pacífico sobre Lavado de Activos (APG), el Grupo de Acción Financiera del Caribe (GAFIC) y el Mercado Común del Sur (MERCOSUR).

## Cooperación Alemana al Desarrollo implementada por la Deutsche Gesellschaft für Internationale Zusammenarbeit (GIZ)
Desde el año 2017, la Cooperación Alemana al Desarrollo implementada por la Deutsche Gesellschaft für Internationale Zusammenarbeit (GIZ), trabaja junto con el GAFILAT en la implementación de actividades de capacitación y desarrollo. Llevando a cabo proyectos específicos contribuye a fortalecer las capacidades de los países miembros y a consolidar la estructura institucional del GAFILAT con excelentes resultados.
En el marco de la crisis actual que atraviesa la región como consecuencia de la pandemia del virus COVID-19, se desarrollan productos y herramientas de asistencia técnica remota para apoyar a los países en un escenario complejo.
Adicionalmente, el trabajo que se lleva a cabo busca proveer al organismo con herramientas informáticas y sistemas comunicación para acercar el trabajo del GAFILAT a sus miembros.
Algunos de los productos en desarrollo incluyen cursos de e-learning, sistemas de trabajo remoto, programas de asistencia para la continuidad operativa en contexto de crisis, fortalecimiento de la estrategia de comunicación y herramientas informáticas del GAFILAT.